# クレイジー・ワールド・オブ・アーサー・ブラウン
クレイジー・ワールド・オブ・アーサー・ブラウン（The Crazy World Of Arthur Brown）は、イングランドのロック・ミュージシャンのアーサー・ブラウンが、アルバムの録音とツアーのために1968年に結成したロック・バンドである。

## 概要
音楽的な系譜ではサイケデリック・ロックの他、グラム・ロックやシアトリカル・ロックの草分け的な存在で、頭から火を出し、マスクを被って歌うブラウンのパフォーマンスは、1970年代のアリス・クーパーなどに影響を与えている。
同名のデビュー・アルバム『クレイジー・ワールド・オブ・アーサー・ブラウン』（1968年）はザ・フーのマネージャーのキット・ランバートとメンバーのピート・タウンゼントのプロデュースによって制作された。USAツアーの際、飛行機恐怖症で参加を拒んだドラマーのドレイチェン・シーカーと神経衰弱になったキーボーディストのヴィンセント・クレインの穴を臨時メンバーを雇って埋めて、ツアーをこなした、帰国後に雇われたのは、1970年代のエマーソン・レイク・アンド・パーマー（EL&P）のメンバーとしての活動で知られることになるドラマーのカール・パーマーとキーボーディストのピート・ソリーである。クレインは後に復帰したが、彼とパーマーは再度のUSAツアー中に脱退してアトミック・ルースターを結成した。
彼等の名前が今日まで知られているのは、シングル「ファイアー」のヒットによる。この曲は全英シングルチャートの首位を獲得したほか、アメリカのビルボードHOT100でも2位に輝き、1968年を代表するヒット曲の一つである。これがバンドにとってもアーサー・ブラウンにとっても、唯一チャート・インしたシングルとなった。アルバムはイギリスで2位、アメリカで7位まで上昇した。

## 来歴
1966年：アーサー・ブラウン、ヴィンセント・クレイン、ドレイチェン・シーカーにより結成。
1967年：ニコラス・グリーンウッド加入。
1968年：ブラウン、クレイン、シーカー、グリーンウッドで1stアルバム『クレイジー・ワールド・オブ・アーサー・ブラウン』録音。USAツアー中にクレイン、シーカーが脱退、ディック・ヘニンガム、ジェフ・カトラーを急遽臨時メンバーに加えてツアー続行。ブラウン、グリーンウッドは帰国後メンバーを探し、ピート・ソリー、カール・パーマーを加える。クレインは10月に復帰するが、USAツアー中にパーマーと共に脱退して、二人でアトミック・ルースターを結成する。
1969年：4月にブラウン、ジョン・マーシャル、マックロウ、デニス・テイラー、シーカーでブラウンとクレインの共作曲「Space Plucks」を録音。ブラウン、シーカー、アンディ・リッケル、ジョージ・カーン、ジョン・ミッチェル、テイラーの顔ぶれで2ndアルバム『不思議の国のアーサー王』を録音。その後ブラウンはキングダム・カムを結成、テイラーは1stアルバム発表時の照明係、3rdアルバムのプロデューサーになった。
クレイジー・ワールド・オブ・アーサー・ブラウンは2000年にブラウンを中心に再結成。2002年、2003年に同名義で『Tantric Lover』『Vampire Suite』を録音している。　　　　　

## メンバーと担当楽器

### 現在のラインナップ
- アーサー・ブラウン (Arthur Brown) – リード・ボーカル (1967年–1970年、2000年– )
- Z-スター (Z-Star) – リード&バック・ボーカル、ギター、キーボード、パーカッション (2000年– )
- ルーシー・レジェルトヴァ (Lucie Rejchrtova) – キーボード (2000年– )
- ジム・モルティモア (Jim Mortimore) – ベース、バック・ボーカル、ギター (2000年– )
- サミュエル・ウォーカー (Samuel Walker) – ドラムス、バック・ボーカル (2000年– )
- マルコム・ディック (Malcolm Dick) – デジタル・アーティスト、映像担当 (2000年– )
- ニナ・グロムニアック (Nina Gromniak) – ギター (2011年– )

### 第1期 1966年 - 1967年
- アーサー・ブラウン (Arthur Brown) - ボーカル
- ヴィンセント・クレイン (Vincent Crane) - オルガン、ピアノ、ベース・ペダル
- ドレイチェン・シーカー (Drachen Theaker) - ドラムス

+
- ピート・ギフォード (Pete Gifford) - サックス(1967年、数回ギグに参加)
- ロン・ウッド (Ron Wood) - ベース(1967年、BBC 「トップ・ギアー」の録音に参加)

ブラウン、クレイン、シーカーの3人でデビュー・シングル「Devil's Grip/Give Him A Flower」録音。

(但しA面のドラムスはジョン・ハイズマンが叩いている)

### 第2期 1967年末 - 1968年
- アーサー・ブラウン (Arthur Brown) - ボーカルス
- ヴィンセント・クレイン (Vincent Crane) - オルガン、ピアノ（ストリング・ベース・アレンジ）
- ドレイチェン・シーカー (Drachen Theaker) - ドラム
- ニコラス・グリーンウッド (Nicholas Greenwood) - ベース

1stアルバム『クレイジー・ワールド・オブ・アーサー・ブラウン』録音。

(但し「I Put A Spell On You」「Child Of My Kingdom」のドラムスはエインズレー・ダンパー、ジョン・マーシャルらが叩いていると言われている)

### 第3期 1968年
- アーサー・ブラウン (Arthur Brown) - ボーカル
- ニコラス・グリーンウッド (Nicholas Greenwood) - ベース
- ディック・ヘニンガム (Dick Henningham) - オルガン
- ジェフ・カトラー (Jeff Cutler) - ドラムス

USAツアー中にクレイン、シーカーが脱退してしまったため、ヘニンガム、カトラーを急遽臨時メンバーに加えてツアー続行。

### 第4期 1968年
- アーサー・ブラウン (Arthur Brown) - ボーカル
- ニコラス・グリーンウッド (Nicholas Greenwood) - ベース
- ピート・ソリー (Pete Solley) - オルガン
- カール・パーマー (Carl Palmer) - ドラムス

シングル「悪夢／不思議な出来事」。B面「不思議な出来事」がパーマーがこのバンドで録音した唯一の曲である。

### 第5期 1968年10月 -
- アーサー・ブラウン (Arthur Brown) - ボーカル
- ニコラス・グリーンウッド (Nicholas Greenwood) - ベース
- ヴィンセント・クレイン (Vincent Crane) - オルガン、ピアノ
- カール・パーマー (Carl Palmer) - ドラムス

10月にクレインが復帰するが、USAツアー中にクレイン、パーマーが脱退してアトミック・ルースターを結成。

### 第6期 1969年4月
- アーサー・ブラウン (Arthur Brown) - ボーカル
- ジョン・マーシャル (John Marshall) - ドラムス
- マッカロウ (McCullough) - オルガン
- デニス・テイラー (Dennis Taylor) - ベース
- ドレイチェン・シーカー (Drachen Theaker) - シンセトフォン

「Space Plucks」録音、この曲は2ndに収録。

### 第7期 (Puddletown Express) 1969年
- アーサー・ブラウン (Arthur Brown) - ボーカル
- ドレイチェン・シーカー (Drachen Theaker) - ドラムス
- アンディ・リッケル (Andy Rickell) - ギター
- ジョージ・カーン (George Khan) - エレクトリック・サックス
- ジョン・ミッチェル (John Mitchell) - オルガン
- デニス・テイラー (Dennis Taylor) - ベース

2ndアルバム『不思議の国のアーサー王』録音。

### 第8期 2002年
- アーサー・ブラウン (Arthur Brown) - ボーカル、アコースティックギター
- リック・パテン (Rik Patten) - アコースティックギター、オルガン、バンジョー、マンドリン
- スタン・アドラー (Stan Adler) - チェロ、ダブル・ベース、ベース
- マルコム・モルティモア (Malcom Mortimore) - ドラムス、パーカッション

3rdアルバム『Tantric Lover』録音。

### 第9期 2003年
- アーサー・ブラウン (Arthur Brown) - ボーカル
- ジョシュ・フィリップス (Josh Phillips) - オルガン、ピアノ、シンセサイザー
- マーク・ブレゼジッキー (Mark Brzezicki) - ドラムス、パーカッション

+
- リチャード・スタッドホルム (Richard Studholme) - ベース
- ロジャー・マニング (Roger Manning) - ギター
- デイヴ・ウィリアムソン (Dave Wiliamson) - ベース
- ジェイムズ・ヘイト (James Heyto) - ギター
- スティーヴ・ルー (Steve Roux) - ギター
- ニック・ペントロウ (Nick Pentelow) - サックス
- ピート・トムズ (Pete Thoms) - トロンボーン
- シド・ゴールド (Sid Gauld) - トランペット
- ロブ・ハート (Rob Hart) - バック・ボーカル
- ソフィー・ハート (Sophie Hart) - バック・ボーカル
- スティーヴ・グラスコック (Steve Glasscock) - バック・ボーカル
- カール・バージェス (Carl Burgess) - バック・ボーカル

4thアルバム『Vampire Suite』録音。

## ディスコグラフィ

### スタジオ・アルバム
- 『クレイジー・ワールド・オブ・アーサー・ブラウン』 - The Crazy World Of Arthur Brown (1968年 第2期) ※旧邦題『ファイアー』
- 『不思議の国のアーサー王』 - Strangelands (1988年 第6期 - 第7期) ※1969年録音
- Tantric Lover (2002年 第8期)
- Vampire Suite (2003年 第9期)
- Voice of Love (2007年)
- Zim Zam Zim (2013年)
- Gypsy Voodoo (2019年)

### ライブ・アルバム
- Live At High Voltage (2012年)
- Live In Bristol 2002 (2015年)
- Radio Sessions: 1968 1972 1975 (2016年)
- Live 1967-1968 (2016年)

### コンピレーション
- The Lost Ears (1976年キングダム・カム時代のコンピレーションだが、第6期、第7期の曲も収録)

### シングル
- "Devil's Grip / Give Him A Flower" (1967年 第1期 A面のドラム：ジョン・ハイズマン)
- 「ファイアー／レスト・キュア」 - "Fire / Rest Cure" (1968年 第2期)
- 「悪夢／不思議な出来事」 - "Nightmare / What's Happening" (1968年 第2期(A面)、第4期(B面))
- "Vampire Love / A Hard Rain's Gonna Fall" (1997年)